# Zatoka Suchego Drzewa
Zatoka Suchego Drzewa (także: Zatoka Pod Dębem) – zatoka Jeziora Solińskiego położona we wschodniej części akwenu (na brzegu zachodnim odnogi), naprzeciw Zatoki Victoriniego, na terenie gminy Solina, w Górach Sanocko-Turczańskich. Stanowi południowy kraniec Półwyspu Horodek.
Zatoka ma długość około czterystu metrów. Jej północny brzeg stanowią plaże. Nazwa została wzięta od dwóch charakterystycznych uschniętych drzew sterczących z wody. Przy drzewach tych znajduje się prosta, drewniana buda. Z tego samego ujścia odchodzi bardziej na południe druga, bliźniacza zatoka bez nazwy i o podobnym charakterze. Obie zatoki mają szerokość kilkudziesięciu metrów. W niedużej odległości od końca zatoki znajdują się resztki cmentarza w Horodku.